# Mustelus palumbes
La musola de manchas blancas (Mustelus palumbes) es un tiburón de la familia Triakidae, que habita en las plataformas continentales del Atlántico suroriental en Namibia y Sudáfrica entre las latitudes 17º S y 36º S, desde la superficie hasta los 440 m de profundidad. Su longitud máxima es de 1,2 m.
Su reproducción es ovovivípara.